# Mizothenar patulipalma
Mizothenar patulipalma là một loài chân đều trong họ Stenetriidae. Loài này được Kensley miêu tả khoa học năm 1984.